# Gyerekrablók
A Gyerekrablók (eredeti cím: Kidnap) 2017-ben bemutatott amerikai akcióthriller, melyet Knate Lee forgatókönyvéből Luis Prieto rendezett. A főbb szerepekben Halle Berry, Lew Temple, Sage Correa és Chris McGinn látható. Ez volt Berry második emberrablás témájú filmthrillere a 2013-as A hívás után.
Világpremierje 2017. július 31-én volt ArcLight Hollywoodban. Az Amerikai Egyesült Államokban augusztus 4-én került mozikba az Aviron Pictures forgalmazásában, mely 3 millió dollárért vásárolta meg a film terjesztési jogait. Az eredeti forgalmazó, a Relativity Media ugyanis 2015-ben csődöt jelentett. Magyarországon DVD-n jelent meg szinkronizálva.
Általánosságban vegyes értékeléseket kapott: a kritikusok dicsérték Berry színészi játékát, de bírálták a szerintük zavaros cselekményt. Világszerte több mint 34,5 millió dolláros bevételt termelt.

## Cselekmény
A film egy Karla Dyson nevű édesanyáról szól, aki elrabolt gyermekét, Frankie-t keresi.

## Szereplők
| Szerep                  | Színész              | Magyar hang         | Magyar hang    |
| Szerep                  | Színész              | 1. szinkron         | 2. szinkron    |
| ----------------------- | -------------------- | ------------------- | -------------- |
| Karla Dyson             | Halle Berry          | Pikali Gerda        | Németh Borbála |
| Frankie Dyson           | Sage Correa          | Mayer Marcell       |                |
| Margo Vickey            | Chris McGinn         | Papadimitriu Athina |                |
| Terrence "Terry" Vickey | Lew Temple           | Seress Zoltán       |                |
| David                   | Jason Winston George | Zöld Csaba          |                |
| Szakállas férfi         | Christopher Berry    | Simon Kornél        |                |
| Nagymama                | Jennie Ventriss      | Tímár Éva           | Bessenyei Emma |
| Del                     | Kurtis Bedford       | Mészáros Máté       |                |
| Stephanie               | Carmela Riley        | Csere Ágnes         |                |

## A film készítése
A film forgatása 2014. október 27-én kezdődött New Orleansban (Louisiana). November közepétől Slidellben is forgattak. A forgatás 2014. december 7-én ért véget.

## Bemutató
A film megjelenését eredetileg 2015. október 9-re tervezték, de a Relativity Media 2015 júliusában 2016. február 26-ra módosította a premier dátumát, mert a vállalat pénzügyi válsággal nézett szembe. Ezután ismét csúszott a bemutató, 2016. május 13-ra, majd 2016. december 2-re, ezzel teljesen felborítva a menetrendet. Ezt követően 2017. március 10-re tolták el a premiert, de ismét késleltették, miután a Relativity csődöt jelentett be, a producerek pedig forgalomba hozták a filmet a piacokon, elveszítve ezzel a jogokat. Az Aviron Pictures, az új forgalmazó 3 millió dollárért megvásárolta a jogokat, és a megjelenését 2017. augusztus 4-re tűzték, közel három évvel a gyártás megkezdése után; összesen 13 millió dollárt költöttek promócióra.

## Bevételi adatok
A Gyerekrablók 30,7 millió dollárt keresett az Amerikai Egyesült Államokban és Kanadában, 2 millió dollárt pedig más területeken, világszerte összesen 32,7 millió dollárt gyűjtött, ami a 21 millió dolláros gyártási költségvetéssel szemben jó eredmény.
A Gyerekrablók Észak-Amerikában a Setét Torony bemutatása és Detroit széleskörű terjeszkedése mellett jelent meg, és az előrejelzések szerint a nyitóhétvégén 2378 moziban, mintegy 8 millió dollár bruttó összeget hozott. A film első napján 3,7 millió dollárt keresett (beleértve a csütörtöki előzetesekből szerzett 500 000 dollárt), a hétvégén pedig 10 milliót, ezzel az 5. helyet végzett a pénztáraknál. A második héten 49,1%-kal, 5,1 millió dollárra esett vissza, ezzel a 8. helyen végzett.

## Hasonló filmek
- A hívás (2013)
- Fogságban (2013)
- Váltságdíj (1996)
- Elrabolva-filmek